# Moondance Alexander
Moondance Alexander (en España, La leyenda de Moondance Alexander) es una comedia/drama dirigida por Michael Damian y escrita por Janeen Damian. La película fue lanzada en Norteamérica el 19 de octubre de 2007. La historia está ambientada en Colorado y se basa en hechos reales de la vida de Janeen Damian. Está protagonizada por Kay Panabaker como el personaje principal y Lori Loughlin como su excéntrica madre. Ellas habían trabajado juntas en Summerland como tía y sobrina.

## Trama
Moondance (Kay Panabaker) se enfrenta a otro verano sin incidentes hasta que descubre un poni pinto llamado Checkers perdido que ha saltado fuera de su corral. A pesar de Moondance devuelve el caballo a su legítimo propietario, el rudo y misterioso Dante Longpre (Don Johnson), está convencida de que Checkers es un campeón de saltos en el encubrimiento y está decidido a ayudarlo a realizar su máximo potencial. Moondance se las arregla para hablar de Dante en su formación y Checkers para el Bow Valley Classic y pese a las críticas de su rival (Sasha Cohen), descubre que la perseverancia, la lealtad y la individualidad puede llevar a una persona en el círculo de ganadores.

## Elenco
- Kay Panabaker como Moondance Alexander.
- Don Johnson como Dante Longpre.
- Lori Loughlin como Gelsey Alexander.
- James Best como McClancy.
- Sasha Cohen como Fiona Hughes.
- Whitney Sloan como Megan Montgomery.
- Joe Norman Shaw como Ben Wilson.
- Aedan Tomney como Josh Wilson.
- Mimi Gianopoulos como Bella.